# Bearly Asleep
Bearly Asleep és una pel·lícula de dibuixos animats de l'Ànec Donald, produït per la Walt Disney per la RKO Pictures i estrenada el 1955.

## Argument
Donald és guarda forestal en un parc nacional. L'hivern ha arribat i tanca el parc als visitants i els ossos hibernaran. Però un d'ells, en la precipitació, es troba exclòs del seu refugi hivernal...